# 프레이

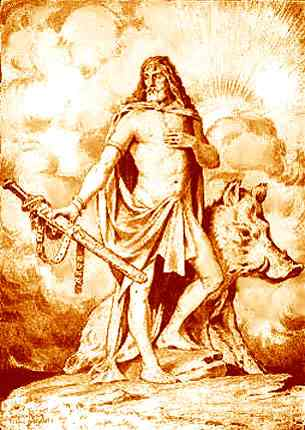
프레이

프레이(고대 노르드어: Freyr 프레위, 노르웨이어: Frøy 프뢰위[*], 스웨덴어: Frö 프뢰[*], 덴마크어: Frej 프레이[*])는 노르드 종교에서 가장 중요한 신들 중 하나이다. 프레이는 왕권, 정력, 번영을 상징했으며, 햇빛과 온화한 날씨와 관련되었다.
아이슬란드의 문헌인 《고 에다》와 《신 에다》에서 프레이는 바니르의 일원이며, 바다의 신 뇨르드의 아들이고 프레이야의 쌍둥이 오빠이다. 그는 알프헤임을 소유하며 그곳의 주민들인 엘프들을 농노로 부려먹는다.드베르그가 만든 빛나는 멧돼지 굴린부르스티를 타고 다니며, 주머니 크기로 접을 수 있는 배 스키드블라드니르를 소유하고 있다. 하인으로는 스키르니르, 뷔그비르, 베일라를 두고 있다.
프레이와 관련된 가장 풍부한 신화는, 그가 여성 거인 게르드와 사랑에 빠진 이야기이다. 게르드를 자기 아내로 삼는 대신 그는 자신의 마검을 포기해야 했다. 무기를 잃어버린 뒤에도 프레이는 사슴뿔로 거인 벨리를 쓰러뜨렸다. 하지만 라그나로크 때는 불의 거인 수르트에게 죽임을 당하게 된다.

## 같이 보기
- 게르만 신화의 신 목록